# スコット・ハリソン
スコット・ハリソン（Scott Harrison、1977年8月19日 - ）は、スコットランドのプロボクサー。元WBO世界フェザー級王者。打たれても前に突進しながら接近戦で回転の速い連打で相手を倒すタイプ。「The Real McCoy （本物、正真正銘の意）」の愛称を持つ。

## 来歴
1977年にスコットランドで生まれ、父親の手ほどきでアマチュアボクシングを始めた。アマチュア時代には、フェザー級で1996年にはヨーロッパアマチュアボクシング選手権で銅メダルを獲得した。
同年10月7日にプロデビュー。デビューから4戦目で100戦以上のキャリアを持つ、ミゲール・マシューズと対戦し、4回TKO負けでプロ初黒星を喫するが、1999年7月10日にはIBOインターコンチネンタルフェザー級王座、2000年2月5日にはコモンウェルスイギリス連邦フェザー級王座を獲得した。2001年3月24日にはコモンウェルスイギリス連邦フェザー級王座の2度目の防衛に成功し、BBBofC英国フェザー級王座の獲得に成功した。IBOインターコンチネンタル王座は1度、コモンウェルスイギリス連邦王座は5度、BBBofC英国王座は2度防衛し、王座を返上した。
2002年6月8日にビクトル・サンチアゴを6回TKOで破り、WBO世界フェザー級暫定王座を獲得。同年10月19日に正規王者のフリオ・パブロ・チャコーンを12回判定で下し、WBO世界フェザー級正規王者となった。同王座を1度防衛後、2003年7月12日にマヌエル・メディナに判定負けし王座から陥落した。しかし、11月29日にリターンマッチを挑み、11回TKO勝ちで王座に返り咲いた。
2005年11月5日にナデル・フセインを退け、6度目の防衛に成功したハリソンは、私生活の乱れ（飲酒問題）により、その後の防衛戦の日程を何度もキャンセルする。数度の延期の末、2006年12月9日にニッキー・クックとの防衛戦が組まれたが、その直前に滞在していたスペインで傷害事件を起こし、収監された。11月14日に保釈され、トレーニングを開始したハリソンだったが、短い期間でコンディションが作れるはずもなく、体重が落とせないことが分かった試合3日前の12月6日に試合出場を断念し、同日付で王座を返上した。
2012年6月29日、イギリス・スコットランドグラスゴーケルビンホールで約7年振りに試合を行い4回TKO勝利で復帰戦を白星で飾った。同年9月22日、ジョー・エルフィドを6回ポイント判定で下し復帰二戦目も勝利を収めた。
2013年4月20日、英国・ロンドンウェンブリーにあるウェンブリー・スタジアムでWBO欧州ライト級チャンピオンのリアム・ウォルシュに挑戦するも0-3(92-98,93-97×2)の判定負けで王座獲得に失敗した。

## 獲得タイトル
- IBOインターコンチネンタルフェザー級王座（防衛1=返上）
- コモンウェルスイギリス連邦フェザー級王座（防衛5=返上）
- BBBofC英国フェザー級王座（防衛2=返上）
- WBO世界フェザー級暫定王座（防衛1=正規王座認定）
- 第11代WBO世界フェザー級王座（防衛1）
- 第13代WBO世界フェザー級王座（防衛6=返上）